# Новий Пузнув
Новий Пузнув (пол. Nowy Puznów) — село в Польщі, у гміні Гарволін Ґарволінського повіту Мазовецького воєводства.
Населення — 238 осіб (2011).
У 1975-1998 роках село належало до Седлецького воєводства.

## Демографія
Демографічна структура станом на 31 березня 2011 року:
|          | Загалом | Допрацездатний вік | Працездатний вік | Постпрацездатний вік |
| -------- | ------- | ------------------ | ---------------- | -------------------- |
| Чоловіки | 122     | 28                 | 80               | 14                   |
| Жінки    | 116     | 30                 | 64               | 22                   |
| Разом    | 238     | 58                 | 144              | 36                   |